# Sickening Horror
Sickening Horror ist eine Technical-Death-Metal-Band aus Athen (Griechenland), die im Jahre 2002 gegründet wurde.

## Geschichte
Die Band wurde im Januar 2002 von George Antipatis (E-Gitarre, Gesang), Ilias Daras (E-Bass) und George Kollias (Schlagzeug) gegründet.
Im November 2003 veröffentlichte die Band ihre erste Demo Promo 2003, welche drei Lieder umfasste. Zu dieser Zeit trat George Bokos der Band bei, der zeitweise als zweiter Gitarrist fungierte.
Infolgedessen experimentierte die Band mit verschiedenen Stilen: Experimentellem Black Metal, Jazz und Industrial. Das Ergebnis daraus war auf ihrem Debütalbum When Landscapes Bled Backwards zu hören, das im Juni 2007 bei Neurotic Records veröffentlicht wurde. Gemixt wurde es von Neil Kernon und gemastert von Alan Douches von West West Side Music.
Im Februar 2007 trennte sich die Band von George Kollias, der im Oktober 2007 von Jose Theodorakis ersetzt wurde.
Im März 2008 begann die Band ihre erste Tour mit Bands wie Immolation, Melechesh und Goatwhore. Die Tour umfasste 24 Shows in ganz Europa. Nach der Tour nahmen sie das zweite Album The Dead End Experiment auf.
Einige Monate später trennte sich die Band von Jose Theodorakis, dessen Posten Alex Zachos im April 2009 übernahm. Im Juli 2009 unterschrieb die Band einen Vertrag bei SFC Records und The Dead End Experiment wurde im August 2009 veröffentlicht. Im Oktober 2009 stellte die Band erneut einen zweiten Gitarristen namens Andreas Karayiannis ein. Um das neue Album The Dead End Experiment zu bewerben, ging die Band im November 2009 als Headliner auf Tour und spielte Konzerte in Russland zusammen mit Bands wie Cephalic Impurity und Thelema.

## Stil
Charakteristisch für die Band ist das hohe technische Niveau der Schlagzeuger. Auch das technisch anspruchsvolle Bassspiel ist markant für den Klang der Werke. Häufige Wechsel von schnellen und langsamen Passagen sind auch stilprägend für die Band.

## Diskografie
- 2003: Promo 2003 (Eigenproduktion)
- 2007: When Landscapes Bled Backwards (Neurotic Records)
- 2009: The Dead End Experiment (SFC Records)